# 猿渡寛茂
猿渡 寛茂（さるわたり ひろしげ、1949年4月28日 - ）は、福岡県田川市出身の元プロ野球選手（内野手）・コーチ・監督。

## 経歴
三池工高は名将・原貢監督の指導で強豪チームへと変貌を遂げ、1年次の1965年には1年上のエース・上田卓三を擁し、夏の甲子園で初出場初優勝を果たしたが、自身はベンチ外だった。2年次の1966年にはチームの主将として活躍し、秋季九州大会では準決勝まで進出するが鎮西高にコールド負けを喫し、1967年の春の選抜出場を逸する。同期にはプロでもチームメイトとなる相本和則がいた。卒業後は三菱重工長崎に入社し、俊足とパンチ力ある打撃を武器にレギュラーとして定着、チームの勝利に貢献する4番打者となった。入社2年目の1969年は40試合に出場し、打率.330、14本塁打と活躍。同年のドラフト5位で東映フライヤーズに入団し、田宮謙次郎監督から「2、3年後にはレギュラーを狙える」と期待される。1年目の1970年は10月3日の西鉄戦（後楽園）で初出場、10月18日の阪急戦（西宮）では初スタメン入りを果たすが、一軍では7打数無安打に終わる。二軍でも打率.223、1本塁打と期待を裏切る。2年目の1971年は一軍出場ゼロに終わったが、二軍で打率2割8分台で3本塁打とチームトップの成績を挙げ、イースタン・リーグの打撃ベストテンにも入り込む。3年目の1972年にはジュニアオールスターに出場するなど球団から英才教育を受けていたが、社会人時代の打撃力は影を潜め、もっぱら守備固めが主となる。球団が日拓に買収された1973年9月11日の南海戦（大阪）で山内新一から初安打を放ち、日本ハムに買収された1974年からは代打でブレイク。30試合出場で打率.286と成長した姿をアピールし、9月14日の近鉄戦（後楽園）では板東里視から初打点を記録。1975年には結婚し、静岡県伊東市に新居を構える。自宅には夫人に加えて、近所で釣具店を営む彼女の母親も同居。月々のローンの支払いもあるため、本拠地の後楽園で試合がある際は伊東から毎日電車で通勤。終電に間に合わないときは、北区王子に住んでいた夫人の兄の家に泊めてもらっていた。余りにもプロ野球選手らしからぬ暮らしぶりであったため、週刊現代の記者が取材に訪れたこともあった。その状況下で自己最多の56試合に出場。内野の準レギュラーとして奮闘し、代打でも打率3割と結果を残すが、1976年からは出場機会が減少。1977年に現役を引退。
引退後は野球に対する熱心さが評価され、指導者としての道を歩む。日本ハム（1979年 - 1984年二軍守備コーチ、1987年 - 1988年一軍守備・走塁コーチ、1989年 - 1990年, 1995年 - 1998年二軍内野守備・走塁コーチ、1991年二軍内野守備コーチ→1992年 - 1994年一軍内野守備・走塁コーチ、1999年二軍総合内野守備・走塁コーチ→2000年 - 2001年一軍内野守備コーチ）、ヤクルト（1985年一軍内野守備・走塁コーチ→1986年一軍内野守備コーチ、2003年 - 2006年二軍守備・走塁コーチ→2007年二軍育成コーチ→2008年 - 2010年二軍監督）で監督・コーチを歴任。シーズン中は合宿所に泊まり込みで指導に当たり、週末とシーズンオフは伊東の自宅に帰り、正月用の飾りや注連縄を自作して毎年地元の寺に奉納していた。指導は厳しい練習で名を馳せ、必ずしも守備の上手くない選手を、破綻のないレベルまで成長させた。日本ハム時代は田中幸雄をマンツーマン指導で開花させてリーグを代表する遊撃手に育て上げ、古城茂幸とひたむきな練習に取り組んだ。ヤクルト二軍監督就任1年目の2008年には指導方針を自主的に伸ばす方法へチェンジし、チームを10年ぶりのイースタン・リーグ優勝に導いた。2011年にはBCリーグ・信濃グランセローズ総合兼守備・走塁コーチに就任し、2012年退任。

## 詳細情報

### 年度別打撃成績
| 年 度     | 球 団              | 試 合 | 打 席 | 打 数 | 得 点 | 安 打 | 二 塁 打 | 三 塁 打 | 本 塁 打 | 塁 打 | 打 点 | 盗 塁 | 盗 塁 死 | 犠 打 | 犠 飛 | 四 球 | 敬 遠 | 死 球 | 三 振 | 併 殺 打 | 打 率 | 出 塁 率 | 長 打 率 | O P S |
| --------- | ------------------ | ----- | ----- | ----- | ----- | ----- | -------- | -------- | -------- | ----- | ----- | ----- | -------- | ----- | ----- | ----- | ----- | ----- | ----- | -------- | ----- | -------- | -------- | ----- |
| 1970      | 東映 日拓 日本ハム | 6     | 7     | 6     | 0     | 0     | 0        | 0        | 0        | 0     | 0     | 0     | 0        | 0     | 0     | 1     | 0     | 0     | 3     | 0        | .000  | .143     | .000     | .143  |
| 1972      | 東映 日拓 日本ハム | 26    | 2     | 2     | 4     | 0     | 0        | 0        | 0        | 0     | 0     | 0     | 1        | 0     | 0     | 0     | 0     | 0     | 2     | 0        | .000  | .000     | .000     | .000  |
| 1973      | 東映 日拓 日本ハム | 25    | 31    | 30    | 5     | 7     | 0        | 0        | 0        | 7     | 0     | 0     | 1        | 0     | 0     | 0     | 0     | 1     | 6     | 1        | .233  | .258     | .233     | .491  |
| 1974      | 東映 日拓 日本ハム | 30    | 51    | 49    | 4     | 14    | 2        | 0        | 0        | 16    | 1     | 2     | 1        | 0     | 0     | 2     | 0     | 0     | 9     | 0        | .286  | .314     | .327     | .641  |
| 1975      | 東映 日拓 日本ハム | 56    | 99    | 91    | 9     | 24    | 6        | 0        | 0        | 30    | 5     | 2     | 0        | 3     | 0     | 4     | 0     | 1     | 15    | 2        | .264  | .302     | .330     | .632  |
| 1976      | 東映 日拓 日本ハム | 5     | 4     | 4     | 0     | 0     | 0        | 0        | 0        | 0     | 0     | 1     | 0        | 0     | 0     | 0     | 0     | 0     | 0     | 0        | .000  | .000     | .000     | .000  |
| 1977      | 東映 日拓 日本ハム | 16    | 20    | 19    | 0     | 4     | 0        | 0        | 0        | 4     | 2     | 0     | 0        | 0     | 0     | 1     | 0     | 0     | 6     | 0        | .211  | .250     | .211     | .461  |
| 通算：7年 | 通算：7年          | 164   | 214   | 201   | 22    | 49    | 8        | 0        | 0        | 57    | 8     | 5     | 3        | 3     | 0     | 8     | 0     | 2     | 41    | 3        | .244  | .280     | .284     | .564  |

- 東映（東映フライヤーズ）は、1973年に日拓（日拓ホームフライヤーズ）、1974年に日本ハム（日本ハムファイターズ）に球団名を変更

### 記録
- 初出場：1970年10月3日、対西鉄ライオンズ24回戦（後楽園球場）、9回表に三塁手として出場
- 初先発出場：1970年10月18日、対阪急ブレーブス24回戦（阪急西宮球場）、8番・三塁手として先発出場
- 初安打：1973年9月11日、対南海ホークス後期7回戦（大阪スタヂアム）、7回表に山内新一から
- 初打点：1974年9月14日、対近鉄バファローズ後期9回戦（後楽園球場）、6回裏に板東里視から

### 背番号
- 56 （1970年 - 1973年）
- 35 （1974年 - 1977年）
- 73 （1979年 - 1984年）
- 87 （1985年 - 2001年、2011年 - 2012年）
- 89 （2003年 - 2010年）